# Бурундуковское сельское поселение
Бурундуковское сельское поселение — муниципальное образование в Кайбицком районе Татарстана.
Образовано в соответствии с законом Республики Татарстан от 31 января 2005 г. № 25-ЗРТ «Об установлении границ территорий и статусе муниципального образования „Кайбицкий муниципальный район и муниципальных образований в его составе“ (с изменениями от 29 декабря 2008 г.)».
Адрес администрации: 422322, Республика Татарстан, Кайбицкий район, с. Бурундуки.
Бурундуковское сельское поселение граничит с Багаевским, Большекайбицким, Кулангинским, Кушманским, Маломеминским, Муралинским, Фёдоровским сельскими поселениями, Верхнеуслонским и Зеленодольским муниципальными районами.
По территории поселения проходит автодорога Р241.

## Населённые пункты
В состав поселения входит 2 населённых пункта:
- село Бурундуки
- деревня Шушерма

## Население
| 2010 | 2011 | 2012 | 2013 | 2014 | 2015 | 2016 |
| ---- | ---- | ---- | ---- | ---- | ---- | ---- |
| 848  | ↘846 | ↘836 | ↘832 | ↘822 | ↘807 | ↘800 |
| 2017 | 2018 |      |      |      |      |      |
| ↘771 | ↗782 |      |      |      |      |      |